# Diarreia
Diarreia é a condição médica em que se verificam pelo menos três movimentos intestinais aquosos ou pouco consistentes por dia. Geralmente tem a duração de alguns dias e pode causar desidratação, devido à grande perda de líquidos nas fezes. Os sinais iniciais de desidratação são muitas vezes a perda de elasticidade normal da pele e irritabilidade, progredindo à medida que se vai agravando para diminuição da micção, palidez, aumento do ritmo cardíaco e diminuição do nível de consciência. No entanto, em recém-nascidos que se encontram a amamentar, as fezes pouco consistentes e não aquosas podem ser normais.
As causas mais comuns de diarreia são infecções dos intestinos provocadas por vírus, bactérias ou parasitas, uma condição denominada gastroenterite. Estas infeções são geralmente adquiridas a partir de alimentos ou água contaminados por matéria fecal ou contraídas diretamente a partir de outra pessoa infetada. A diarreia pode ser dividida em três tipos: diarreia aquosa de curta duração, diarreia sanguinolenta de curta duração e diarreia persistente, caso tenha duração superior a duas semanas. A diarreia aquosa de curta duração pode também dever-se a uma infeção por cólera, embora isto seja raro no mundo desenvolvido. No caso de haver presença de sangue, pode-se estar na presença de disenteria. Existem também uma série de causas não infeciosas que podem provocar diarreia, entre as quais flora intestinal debilitada, hipertiroidismo, intolerância à lactose, doença inflamatória intestinal, vários medicamentos e síndrome do cólon irritável. Além disso, a diarreia pode ser um sintoma da síndrome de ativação de mastócitos. Na maior parte dos casos não é necessária a recolha de amostras de fezes para confirmar a causa.
A prevenção da diarreia infeciosa é feita com a melhora das condições de saneamento, com a ingestão de água potável e com a lavagem das mãos com sabonete. Estão também recomendadas a amamentação durante os primeiros seis meses de vida e a vacina contra rotavírus. O tratamento de primeira linha é a terapia de reidratação oral (TRO), que consiste em água potável com pequenas quantidades de sais minerais e açúcar. São também recomendadas pastilhas de zinco. Estima-se que estes tratamentos tenham salvo a vida de mais de 50 milhões de crianças nos últimos 25 anos. Aos doentes com diarreia é geralmente recomendado que continuem a ingerir alimentos saudáveis e aos bebés que continuem a ser amamentados. Quando não estão disponíveis TRO comerciais, é possível usar soluções improvisadas. Em pessoas com desidratação grave pode ser necessária a administração de líquidos por via intravenosa. No entanto, a maior parte dos casos podem ser tratada apenas com a ingestão de líquidos por via oral. Os antibióticos raramente são usados e são recomendados apenas em alguns casos de diarreia com sangue e febre elevada, em pessoas com diarreia derivada de viagens e pessoas com bactérias ou parasitas específicos. A loperamida pode ajudar a diminuir o número de movimentos intestinais, mas não é recomendada em pessoas com diarreia grave.
Em cada ano ocorrem entre 1,7 e 5 mil milhões de casos de diarreia. É mais comum nos países em vias de desenvolvimento, nos quais as crianças mais novas contraem diarreia, em média, três vezes por ano. Estima-se que o número total de mortes por diarreia tenha sido de 1,26 milhões em 2013, uma diminuição em relação aos 2,58 milhões em 1990. Em 2012, a doença foi a segunda causa mais comum de mortalidade infantil em crianças com menos de cinco anos de idade (0,76 milhões ou 11%). Os episódios frequentes de diarreia são uma causa comum de desnutrição e a causa mais comum em crianças com menos de cinco anos. Entre outros problemas que podem ocorrer a longo prazo estão a diminuição do crescimento e do desenvolvimento intelectual.

## Classificação

Mapa mostrando a distribuição mundial de doenças causadoras de diarreia (por 100 000 habitantes)

A diarreia é classificada em Aguda, quando dura até 14 dias; Persistente, quando superior a 14 dias ou ainda Crônica, quando ultrapassa 4 semanas. Essa classificação tem importância porque o tratamento e a investigação de cada um dos tipos é diferente.
A diarreia crônica pode ser classificada em nove tipos:
- Osmótica (má-absorção);
- Secretória;
- Inflamatória;
- Motora;
- Mista;
- Mole;
- Aguada;
- Com torções;
- Sem torções.

## Sinais e sintomas
Uma diarreia pode conduzir à ocorrência de desidratação, que consiste na perda acentuada de água e sais minerais do corpo. Esta pode ser identificada a partir dos seguintes sintomas:
- Olhos encovados;
- Pele seca;
- Boca seca;
- Desidratação.

#### Em caso de crianças observar
- Fralda seca por mais de três horas;
- Fraqueza e choro fraco;
- Irritabilidade e indisposição para brincar.

## Causas
Muitos fatores podem provocar a diarreia como condições de saneamento básico precárias, não limpar o alimentos da forma correta principalmente frutas e verduras.
- Infecções por vírus, bactérias ou parasitas.[16] Porém, para as pessoas que seguem um padrão de higiene mínimo e não se alimentam em lugares públicos, a tendência é adquirir somente a forma viral da doença, que é transmitida em lugares fechados (salas, transportes públicos, igrejas e cinemas.);
- Alergias;
- Alguns medicamentos, incluindo antibióticos, antirretrovirais;
- Doença inflamatória intestinal.

## Prevenção

### Saneamento
Numerosos estudos mostraram que melhorias na água potável e saneamento levam à diminuição dos riscos de diarreia.

#### Lavar as mãos
Técnicas de saneamento básico podem ter um efeito profundo na transmissão da doença diarréica. A implementação da lavagem das mãos com água e sabão, por exemplo, demonstrou experimentalmente reduzir a incidência de doenças em aproximadamente 42-48%.

#### Água
Dado que a contaminação da água é um dos principais meios de transmissão de doenças diarreicas, os esforços para fornecer água potável e saneamento melhorado têm o potencial de reduzir drasticamente a taxa de incidência da doença. O tratamento com cloro da água, por exemplo, mostrou reduzir tanto o risco de doenças diarreicas quanto a contaminação da água armazenada com patógenos diarréicos.
Dispensadores automáticos de cloro para tratamento de água, que funciona em bombas comunitárias em vez de em casa. Funciona sem eletricidade e, automaticamente, aplica uma dose exata de cloro na água à medida que passa pelo dispositivo. O cloro dura o suficiente para garantir que a água seja armazenada em contêineres contra a contaminação. Isso poderia ser transformador na ampliação do tratamento da água em favelas e na redução da diarreia infantil, sem exigir que as pessoas façam qualquer coisa diferente quando coletarem sua água potável.

### Vacinação
A imunização contra os patógenos que causam a doença diarréica é uma estratégia de prevenção viável, no entanto, é necessário direcionar certos patógenos para a vacinação. No caso do rotavírus, que foi responsável por cerca de 6% dos episódios diarréicos e 20% das mortes por doenças diarréicas nas crianças de países em desenvolvimento, o uso de uma vacina contra o rotavírus em 1985 produziu uma ligeira (2–3%) incidência total de doenças diarreicas, reduzindo a mortalidade geral em 6–10%.

### Nutrição
As deficiências alimentares nos países em desenvolvimento podem ser combatidas através da promoção de melhores práticas alimentares. A suplementação de zinco mostrou-se bem sucedida mostrando uma diminuição significativa na incidência de doença diarreica em comparação com um grupo controle.

### Amamentação
As práticas de amamentação demonstraram ter um efeito dramático sobre a incidência de doenças diarreicas em populações pobres. Estudos realizados em várias nações em desenvolvimento mostraram que aqueles que recebem aleitamento materno exclusivo durante os primeiros 6 meses de vida estão mais bem protegidos contra a infecção por doenças diarreicas.

### Outras formas de prevenção
Probióticos diminuem o risco de diarreia em quem toma antibióticos.

## Tratamento
Na maior parte dos casos de diarreia, o único tratamento necessário é a reposição dos líquidos e sais minerais perdidos. Isto é geralmente feito por via oral através de terapia de reidratação oral (TRO), podendo nos casos mais graves ser feita administração via intravenosa. As restrições na dieta, como a dieta à base de banana, arroz, puré de maçãs e torradas, já não são recomendadas por não haver evidências de eventuais benefícios. A investigação atual não sustenta a restrição da ingestão de leite por parte de crianças, uma vez que isso não tem qualquer efeito na duração da diarreia. Pelo contrário, a Organização Mundial de Saúde recomenda que as crianças com diarreia continuam a comer ou a ser amamentadas normalmente, já que os nutrientes responsáveis pelo desenvolvimento continuam a ser absorvidos e aceleram o recobro do funcionamento normal do intestino. Recomenda-se ainda que as crianças e os adultos com cólera continuem a comer.
Embora alguns medicamentos, como a loperamida (Imodium) e o subsalicilato de bismuto, possam ser benéficos, existem situações em que podem ser contraindicados.

### Líquidos

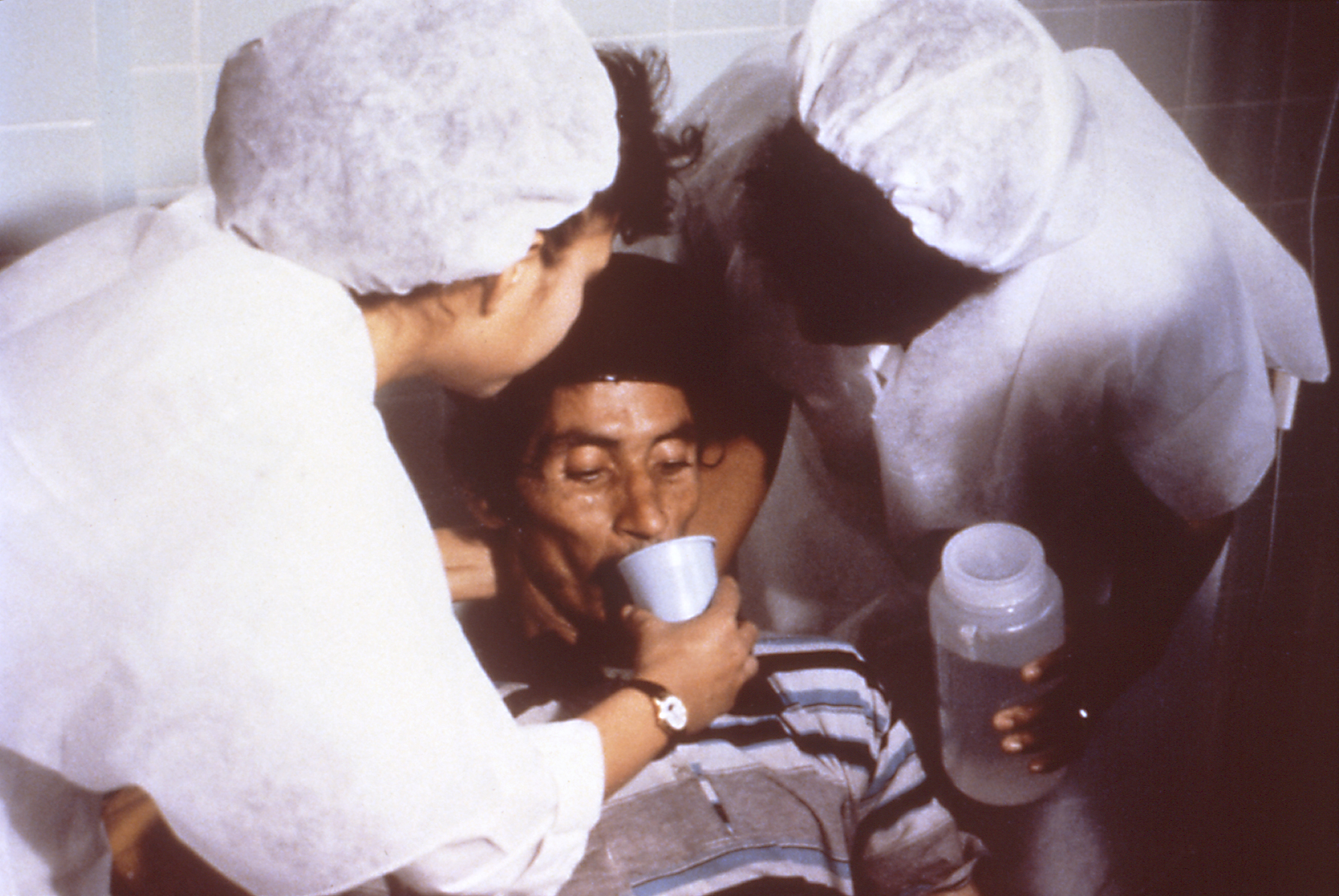
Terapia de reidratação oral.

A solução de reidratação oral (SRO) consiste em água ligeiramente adocicada e salgada e pode ser usada para prevenir a desidratação causada pela diarreia. Estão disponíveis no mercado várias soluções comerciais e as ONGs como a UNICEF distribuem regularmente bolsas de sais e açúcar. No caso de não estarem disponíveis soluções comerciais é possível fazer SROs em casa. A OMS recomenda que para a solução de reidratação oral caseira sejam diluídas em cada litro de água potável uma colher de chá de sal (3 gramas) e duas colheres de sopa de açúcar (18 gramas). Podem ser administradas soluções com base em outros líquidos, como água de arroz ligeiramente salgada, bebidas de iogurte ligeiramente salgadas ou sopas de legumes ou de frango também ligeiramente salgadas. A dose de sal recomendada é de entre meia e uma colher de chá de sal (1,5 – 3 g) por cada litro de água de cozedura de cereais, sopa sem sal, chá fraco sem açúcar ou sumos naturais de fruta sem açúcar.
As bebidas com grande quantidade de açúcar, como os refrigerantes e sumos de fruta, não são recomendadas para crianças com menos de cinco anos de idade, uma vez que podem aumentar ainda mais a desidratação. Uma solução demasiadamente rica em açúcar no intestino suga água do resto do corpo, de forma idêntica ao que acontece em caso de ingestão de água do mar. Quando não estão disponíveis SRO mais adequadas é possível administrar simplesmente água natural. A essa mesma pessoa pode ainda ser administrada uma mistura de bebidas ricas em açúcar em água natural, como objetivo de fornecer uma quantidade moderada de sódio.
Em caso de necessidade, em crianças mais novas, é possível administrar a solução através de uma sonda nasogástrica. Durante as primeiras horas de administração de SRO é frequente a ocorrência de vómitos, sobretudo nos casos em que uma criança bebe a solução rapidamente. No entanto, os vómitos raramente impedem a reidratação, uma vez que a maior parte do líquido é absorvido. A OMS recomenda que, caso uma criança vomite, se deva aguardar entre 5 a 10 minutos e depois administrar novamente a solução lentamente.

### Alimentação
A OMS recomenda que uma criança com diarreia continue a ser alimentada normalmente. A continuidade na alimentação acelera o recobro da função normal do intestino. Pelo contrário, nas crianças a quem é restringida comida apresentam diarreia de maior duração e recuperam a função intestinal mais lentamente. A OMS salienta que os bebés devem continuar a ser amamentados normalmente, que nunca devem ser retirado qualquer alimento da alimentação da criança e que os alimentos habituais não devem ser diluídos. No caso específico da cólera, as recomendações são idênticas. Em crianças mais novas que não são amamentadas e que vivem em países desenvolvidos, uma dieta isenta de lactose pode ajudar a acelerar o recobro.

### Medicação
Embora os antibióticos apresentem benefícios em determinados tipos de diarreia aguda, geralmente não são usados exceto em situações específicas. Existem receios que os antibióticos possam aumentar o risco de síndrome hemolítico-urémica nas pessoas infetadas com Escherichia coli O157:H7. Nos países com menos recursos, os tratamentos com antibióticos podem ter alguns benefícios. No entanto, algumas bactérias estão a desenvolver resistência antibiótica, principalmente a Shigella. Os antibióticos podem também causar diarreia, sendo a própria doença o efeito secundário mais comum do tratamento com antibióticos de largo espectro.
Embora os compostos de bismuto diminuam o número de movimentos intestinais, não diminuem a duração da doença. Os antimotílicos, como a loperamida (Imodium), são também eficazes a diminuir o número de movimentos intestinais, mas não a duração da diarreia. Estes medicamentos devem ser usados apenas quando não se verifica sangue nas fezes.

### Outras terapias
Quando disponíveis, A OMS recomenda acrescentar à terapia de reidratação oral suplementos de zinco e potássio. No entanto, a sua falta de disponibilidade não deve impedir ou atrasar a reidratação. A OMS salienta ainda que é importante prevenir a desidratação o mais rapidamente possível e durante o transporte para o centro médico. Os suplementos de zinco apresentam benefícios em crianças com diarreia em países desenvolvidos, mas apenas em crianças com mais de seis anos. As evidências apoiam as recomendações da OMS para a ingestão de zinco, mas não no caso dos mais novos.
Os probióticos diminuem a duração dos sintomas em cerca de um dia e diminuem em 60% a probabilidade dos sintomas durarem mais de quatro dias. O probiótico lactobacillus pode ajudar a prevenir a diarreia associada a antibióticos em adultos, mas possivelmente não em crianças.

## Sociedade e cultura
"Diarreia" tem origem do grego diárrhoia, "escoamento", através do termo latino diarrhoea.
Entre sinónimos populares na lusofonia estão afitamento, afito, borra, caganeira, câmaras, cambras, carreirinha, caseira, corredeira, desarranjo, destempero, ligeira, piriri, reira, sedeca, soltura, soltura de ventre.